# Tipula cumulata
Tipula cumulata är en tvåvingeart som beskrevs av Alexander 1938. Tipula cumulata ingår i släktet Tipula och familjen storharkrankar. Inga underarter finns listade i Catalogue of Life.